# Find-a-Drug
Find-a-Drug（简称：FAD。项目中文名称：寻找新药物），网络公益性协同计算（又名：分布式计算）项目，项目主旨在于通过因特网上的志愿者运行一个名为 THINK 的程序来寻找一些能够对抗某些重大疾病的活性药物分子。
Find-a-Drug 目前主要的研究对象是：癌症、艾滋病（HIV）、疟疾、呼吸疾病、SARS、庫雅氏症（Creutzfeldt-Jakobdisease，CJD）等等。
Find-a-Drug 在2005年12月16日作出結論，理由是「沒有足夠的有價值的蛋白質查詢來將該項目延續到2006年，並決定關閉研究項目。」

## 参阅
- 分布式计算
- 网格计算
- 分布式计算平台

## 外部連結
- Find-a-Drug 中文主页（页面存档备份，存于）